# Beaumont-Pied-de-Bœuf (Sarthe)
Beaumont-Pied-de-Bœuf is een gemeente in het Franse departement Sarthe (regio Pays de la Loire) en telt 486 inwoners (2005). De plaats maakt deel uit van het arrondissement La Flèche.

## Geografie
De oppervlakte van Beaumont-Pied-de-Bœuf bedraagt 25,2 km², de bevolkingsdichtheid is 19,3 inwoners per km².
De onderstaande kaart toont de ligging van Beaumont-Pied-de-Bœuf (Sarthe) met de belangrijkste infrastructuur en aangrenzende gemeenten.

## Demografie
Onderstaande figuur toont het verloop van het inwonertal (bron: INSEE-tellingen).